# Tenor
Tenorul este cea mai înaltă voce bărbătească, sau și cântărețul cu o astfel de voce.
Etimologic, numele provine din latinescul "tenere", care se traduce cu „a ține”. În perioada medievală și în polifonia renașterii tenorul era vocea de bază (vocală sau instrumentală), celelate voci fiind calculate în relație cu aceasta. Tenorul ținea adesea note prelungi și constituia, prin melodia sa, așa numitul „cantus firmus”. Mai târziu va fi înlocuit în polifonie de soprană.
Începând cu secolul XV, termenul de tenor începe să desemneze vocea masculină care cântă, născându-se astfel o nouă tipologie de voce masculină.

## Generalități
O definiție mai complexă a tenorului: un cântăreț masculin cu un ambitus vocal ce pornește de la Do din octava mică și merge până în La din octava I în muzica corală, sau până în Do2 (tenor C, tenor high C) în muzica de operă. 
Cu toate acestea, ambitusul nu este singura caracteristică definitorie a vocii de tenor. Un rol important în stabilirea tipului de voce la un tânăr cântăreț îl are timbrul vocal, precum și pasajul, sau punctul de tranziție (passaggio). La bază trebuie să stea și țesătura tânărului cântăreț, adică porțiunea de note unde acesta se simte cel mai bine și unde timbrul este de cea mai bună calitate.
Este recunoscut în general că pasajul la tenor are loc în preajma lui Fa#1. Aici are loc ruptura de voce. Marii profesori de canto, dar și marii tenori pun un accent foarte important pe rezolvarea pasajului, unanim recunoscând că rezolvarea lui este cheia succesului. Rezolvarea acestuia este un proces de durată. Printre secretele utilizate în această trecere amintim: laringele jos poziționat, faringele larg deschis, centrarea coloanei sonore, cântatul în mască, sombrarea/întunecarea sunetului, verticalizarea poziției de cântat, pregătirea mentală a pasajului.
Ludovic Spiess menționa la începutul lucrării sale importanța ambitusului necesar pentru abordarea diverselor roluri. Drept curiozități iată câteva dintre notele extreme care apar în repertoriul rolurilor de tenor. Limita de jos a tenorului este situată teoretic la do din octava mică, cu toate că rareori linia muzicală coboară sub re, re bemol. 
Cea mai extremă notă gravă este la din octava mare, notă întâlnită în roluri mai puțin cunoscute ca Mime din "Salome" de Richard Strauss sau Herodes din "Siegfried" de Richard Wagner. La limita opusă, în acut, acuta cea mai des întlnită la tenori este si bemol1. Adeseori apar: si-ul natural 1 și celebrul do2 al tenorului. Multe obstacole impun și note cu mult mai rare, care apar de obicei în repertoriul de belcanto, cum ar fi do#2, re2. Nota extremă în acut este fa2, întâlnită în rolul lui Arturo din "I Puritani" de V. Bellini.

## Tipuri de tenori
În funcție de calitățile vocale (ambitus, volum, culoare) dar și de temperamentul solistului, tenorii s-au grupat în aproximativ șase mari subcategorii: tenorul lirico-lejer, tenorul liric, tenorul spint, tenorul dramatic, tenor eroic, tenorul buff.

### Tenor lirico-lejer
"Este cea mai ușoară voce de tenor și de un caracter mai mult tandru decât pasionat". (Basu)
Alte denumiri:
- tenor de grație („tenore di grazia”), tenor lejer, „light-lyric tenor”, „Rossini tenors”

Descriere:
- voce ușoară, luminoasă și agilă
- voce capabilă de agilități, ornamente și pasaje de coloratură
- voce ce ajunge cu ușurință în acut
- ambitus: do - re2
- repertoriu: baroc, Mozart, Rossini, Bellini, Donizetti

Roluri:
- Belmonte (Răpirea din serai, W.A. Mozart)
- Don Ottavio (Don Giovanni, W.A. Mozart)
- Ferrando (Cosi fan tutte, W.A. Mozart)
- Gerald (Lakme, L. Delibes)
- Lindoro (L’Italiana in Algeri, G. Rossini)
- Don Ramiro (La Cenerentola, G. Rossini)
- Almaviva (Il Barbiere di Siviglia, G. Rossini)
- Tebaldo (I Capuleti e i Montecchi, V. Bellini)
- Arturo (I Puritani, V. Bellini)
- Ernesto (Don Pasquale, G. Donizetti)
- Tonio (La Fille du Regiment, G. Donizetti)
- Nemorino (L’Elisir d’Amore, G. Donizetti)

Tenori:
- Juan Diego Flórez, Fritz Wunderlich, Rockwell Blake, William Matteuzzi, Luigi Alva, Gregori Kunde, Tito Schipa, Francisco Araiza

### Tenor liric
Alte denumiri:
- „tenore lirico”, „lyric tenor”

Descriere:
- voce grațioasă și briliantă
- voce mai puternică decât a tenorului de grație, dar nu foarte întunecoasă
- lejeritate în pasaj
- ambitus: do - do2

Roluri:
- Tamino (Die Zauberflote, W.A. Mozart)
- Idomeneo (Idomeneo, W.A. Mozart)
- Pollione (Norma, V. Bellini)
- Edgardo (Lucia di Lammermoor, G. Donizetti)
- Alfredo (La Traviata, G. Verdi)
- Duca di Mantova (Rigoletto, G. Verdi)
- Italian Singer (Der Rosenkavalier, R. Strauss)
- Rinuccio (Gianni Schicchi, G. Puccini)
- Rodolfo (La Boheme, G. Puccini)
- Lenski (Evgheni Onegin, P.I. Tchaikovsky)
- Hoffmann (Les Contes d’Hoffmann, J. Offenbach)
- Romeo (Romeo et Juliette, C.F. Gounod)
- Faust (Faust, C.F. Gounod)
- Nadir (Les Pecheurs de Perles, G. Bizet)

Tenori:
- Luciano Pavarotti, José Carreras, Rolando Villazón, Roberto Alagna, Marcelo Álvarez, Alfredo Kraus, Beniamino Gigli, Nicolai Gedda

### Tenor spint
Alte denumiri:
- tenor spinto-liric, tenor spinto-dramatic, tenor eroic („heroic tenor”), „Lyric-dramatic tenor”

Descriere:
- voce de tenor liric capabilă de culori mai eroice, dramatice
- voce plină, situată la granița dintre tenorul liric și cel dramatic
- ambitus: do-do2

Roluri:
- Enzo (La Gioconda, A. Ponchielli)
- Don Jose (Carmen, G. Bizet)
- Alvaro (La Forza del Destino, G. Verdi)
- Don Carlo (Don Carlo, G. Verdi)
- Riccardo (Un ballo in Maschera, G. Verdi)
- Manrico (Il Trovatore, G. Verdi)
- Andrea Chenier (Andrea Chenier, U. Giordano)
- Turiddu (Cavaleria Rusticana, P. Mascagni)
- Canio (I Pagliacci, R. Leoncavallo)
- Luigi (Il Tabarro, G. Puccini)
- Dick Johnson (La Fanciulla del West, G. Puccini)
- Des Grieux (Manon Lescaut, G. Puccini)
- Pinkerton (Madama Butterfly, G. Puccini)
- Mario Cavaradossi (Tosca, G. Puccini)

Tenori:
- Aureliano Pertile, Enrico Caruso, Carlo Bergonzi, Spiess Ludovic, James Aragal, Giuseppe di Stefano, Vasile Moldoveanu, Cornel Stavru, Mario Lanza, Giacomo Lauri-Volpi

### Tenor dramatic
Alte denumiri:
- tenor de forță („tenore di forza”), „tenore robusto”

Descriere:
- voce puternică, dramatică cu timbru întunecos („darkness”)
- timbru aproape baritonal ce trebuie să pătrundă și să facă față unei orchestre și unei scriituri orchestrale impresionante
- ambitus: do  do2

Roluri:
- Samson (Samson et Dalila, C. Saint-Saens)
- Calaf (Turandot, G. Puccini)
- Radames (Aida, G. Verdi)
- Othello (Othello, G. Verdi)

Tenori:
- Franco Bonisolli, Mario del Monaco, Franco Corelli, Plácido Domingo, Giuseppe Giaccomini, Jose Cura

### Heldentenor
Alte denumiri:
- tenor wagnerian

Descriere:
- voce bogată în armonice, puternică și dramatică
- echivalentul german al tenorului dramatic italian
- timbru baritonal ce trebuie să pătrundă și să facă față unei orchestre și unei scriituri orchestrale impresionante
- ambitus: Si - si2

Roluri:
- Florestan (Fidelio, L. Beethoven)
- Tannhäuser (Tannhäuser, R. Wagner)
- Lohengrin (Lohengrin, R. Wagner)
- Parsifal (Parsifal, R. Wagner)
- Tristan (Tristan und Isolde, R. Wagner)

Tenori:
- Ramon Vinay, Helge Roswaenge, Bernd Aldenhoff, James King, Lauritz Melchior, Wolfgang Windgassen, Jon Vickers, Ben Heppner

### Tenor buff
Alte denumiri:
- tenor comic, Tenorbuffo sau Spieltenor, tenor secund

Descriere: 
- abilitatea de a crea diferite voci pentru diferite caractere
- abilități actoricești deosebite
- ambitus: do - la2

Roluri:
- Don Basilio (Le Nozze di Figaro, W.A. Mozart)
- Monostatos (Die Zauberflote, W.A. Mozart)
- Pedrillo (Die Entfuhrung aus dem Serail, W.A. Mozart)

## Do-ul tenorului
Do-ul tenorului (engleză: „tenor high C”) este nota situată la o octavă față de do-ul central al pianului (do2 din octava II, cu toate că în notația modernă apare în partitură drept do3 din octava III.
Gilbert Duprez este primul tenor menționat în literatura de specialitate care a atins do-urile înalte din Guillaume Tell de Gioachino Rossini pe voce de piept („Ut de poitrine”, „do di petto”, "Bruststimme"). Toți precedenții lui Duprez cântau do-urile în voce de cap ("Kopfstimme"), iar încercarea acestuia nu o fost pe placul multora. Se spune că însuși compozitorul, surprins neplăcut de tentativa tenorului, ar fi spus că do-ul acestuia a sunat ca „orăcăitul unei găini căreia tocmai i s-a tăiat gâtul”. 
Do-urile înalte sunt presărate prin toată literatura de operă. Uneori tenorii își transpun ariile mai jos, sau preferă să cânte în falset. Cel mai negru coșmar rămâne pentru toți tenorii ruperea acutului. Diferite arii, în special aria florii din Carmen, îi pricinuia chiar marelui Caruso mari dificultăți. De fiecare dată când o cânta și ajungea la sfârșitul ariei, la si bemolul final, vocea tenorului se rupea, „acuta se prefăcea în țăndări”, și aceasta cu o precizie de ceasornic la fiecare reprezentație. Dar, și atunci când tenorul nimerește acuta și o ține prelung, momente ca acesta sunt așa de excitante, încât publicul răzbucnește prematur în aplauze și ovații.
De la natură femeile au voci înalte iar bărbații au voci joase. De aceea, dacă o voce masculină este în stare să cânte atât de sus și cu o așa putere, aceasta este un fenomen rar și aproape nenatural.
În secolul XX Alfredo Kraus, Franco Corelli, Jussi Bjoerling, Giuseppe di Stefano au fost tenori care se pot mândri cu do-urile lor. Marele Enrico Caruso a avut unele slabiciuni la acest punct, dar a muncit din greu pentru a-și dezvolta acutele. „Lombardi i-a destăinuit cântărețului toate secretele unei emisiuni bune în toate registrele sonore, chiar și în cele mai înalte, i-a arătat cum se respiră și i-a demonstrat necesitatea unei relaxări a maxilarului inferior... înainte de încheierea stagiunii, acutele lui Caruso începură să fie emise mai degajat, iar după câteva luni i-a dispărut acea ruptură a vocii” . Un alt "munte sacru", Placido Domingo, este recunoscut pentru faptul că "ciupește" do-urile. Unele păreri ironice îl numesc în glumă "Si-mingo". Pavarotti s-a consacrat la Metropolitan în rolul lui Tonio din "La Fille du Regiment" de Donizetti, rol binecunoscut pentru aria „Pour mon âme”, aria cu nouă do-uri, numită și „Muntele Everest”. Tenorul peruan Juan Diego Florez a reușit performanța de a bisa aria în 2007 la Scala di Milano.
Istoria tenorilor menționează și un caz tragic: tenorul Adolphe Nourrit a fost prim-tenorul Parisului până atunci când Duprez a reușit să atingă pentru prima dată „do di petto”. Analele tenorilor spun că acesta s-ar fi sinucis aruncându-se pe fereastră, în urma încercărilor disperate dar nereușite de a ajunge la celebra și mult aclamata acută.